# Guignardia dioscoreae
Guignardia dioscoreae är en svampart som beskrevs av A.K. Pande 1969. Guignardia dioscoreae ingår i släktet Guignardia och familjen Botryosphaeriaceae.   Inga underarter finns listade i Catalogue of Life.